# (5034) Joeharrington
(5034) Joeharrington est un astéroïde de la ceinture principale.

## Description
(5034) Joeharrington est un astéroïde de la ceinture principale. Il fut découvert le 7 août 1991 à l'Observatoire Palomar par Henry E. Holt. Il présente une orbite caractérisée par un demi-grand axe de 2,30 UA, une excentricité de 0,18 et une inclinaison de 4,3° par rapport à l'écliptique.

## Compléments